# Неинерциальная система отсчёта

Пример неинерциальной системы отсчета — вращающаяся система отсчета. Точка испытывает центробежную силу, которая должна быть уравновешена, чтобы она могла продолжать вращаться. В противном случае она не испытывает силы Эйлера, поскольку скорость вращения постоянна, и не испытывает силы Кориолиса, поскольку она не движется относительно вращающейся системы отсчета.

Неинерциа́льная систе́ма отсчёта (НСО) — система отсчёта, движущаяся с ускорением относительно инерциальной. Простейшими НСО являются системы, движущиеся ускоренно прямолинейно, и вращающиеся системы. Более сложные варианты являются комбинациями двух названных.
Второй закон Ньютона сформулирован для инерциальных систем. Чтобы уравнение движения материальной точки в неинерциальной системе отсчёта по форме совпадало с уравнением второго закона Ньютона, дополнительно к «обычным» силам, действующим в инерциальных системах, вводят силы инерции (точнее, эйлеровы силы инерции).
Так как в НСО в принципе не может быть замкнутых систем тел (ускоряющие силы всегда являются внешними силами для любого тела системы), законы сохранения импульса, момента импульса и энергии в них не выполняются.

## В классической механике
Классическая механика постулирует следующие два принципа:
1. время абсолютно, то есть промежутки времени между любыми двумя событиями одинаковы во всех произвольно движущихся системах отсчёта;
2. пространство абсолютно, то есть расстояние между двумя любыми материальными точками одинаково во всех произвольно движущихся системах отсчёта.

Эти два принципа позволяют записывать уравнение движения материальной точки относительно любой неинерциальной системы отсчёта, в которой не выполняется первый закон Ньютона.
Уравнение движения материальной точки в неинерциальной системе отсчёта может быть представлено в виде:
{\displaystyle m{\vec {a}}_{r}={\vec {F}}-m{\vec {a}}_{e}-m{\vec {a}}_{k}},
или в развёрнутом виде:
{\displaystyle m{\vec {a}}_{r}={\vec {F}}+2m\left[{\vec {v}}_{r}\times {\vec {\omega }}\right]-m{\frac {d{\vec {v_{0}}}}{dt}}+m\omega ^{2}{\vec {r}}_{\perp }-m\left[{\frac {d{\vec {\omega }}}{dt}}\times {\vec {r}}\right]},
где {\displaystyle \ m} — масса тела, {\displaystyle \ {\vec {a}}_{r}}, {\displaystyle {\vec {v}}_{r}} — ускорение и скорость тела относительно неинерциальной системы отсчёта, {\displaystyle \ {\vec {F}}} — сумма всех внешних сил, действующих на тело, {\displaystyle \ {\vec {a}}_{e}} — переносное ускорение тела, {\displaystyle \ {\vec {a}}_{k}} — кориолисово ускорение тела, {\displaystyle \omega } — угловая скорость вращательного движения неинерциальной системы отсчёта вокруг мгновенной оси, проходящей через начало координат, {\displaystyle {\vec {v_{0}}}} — скорость движения начала координат неинерциальной системы отсчёта относительно какой-либо инерциальной системы отсчёта.
Это уравнение может быть записано в привычной форме второго закона Ньютона, если ввести силы инерции:
- {\displaystyle {\vec {F}}_{e}=-m{\vec {a}}_{e}} — переносная сила инерции
- {\displaystyle {\vec {F}}_{k}=-m{\vec {a}}_{k}} — сила Кориолиса

В неинерциальных системах отсчета возникают силы инерции. Появление этих сил является признаком неинерциальности системы отсчета.

## В общей теории относительности
Согласно принципу эквивалентности сил гравитации и инерции локально невозможно отличить, какая сила действует на данное тело — гравитационная сила или сила инерции. В то же время из-за кривизны пространства-времени в конечной его области невозможно устранение приливных сил гравитации переходом ни к какой системе отсчёта (см. девиация геодезических). В этом смысле глобальные и даже конечные инерциальные системы отсчёта в общей теории относительности в общем случае отсутствуют, то есть все системы отсчёта являются неинерциальными.

## В квантовой теории
В 1976 году Уильям Унру, используя методы квантовой теории поля показал, что в неинерциальных системах отсчета возникает тепловое излучение с температурой, равной
{\displaystyle T_{u}={\frac {\hbar a}{2\pi kc}}={\frac {ha}{kc}}},
где {\displaystyle a} — ускорение системы отсчета. Эффект Унру отсутствует в инерциальных системах отсчёта ({\displaystyle a=0}). Эффект Унру также приводит к тому, что в неинерциальных системах отсчета протоны приобретают конечное время жизни — открывается возможность его обратного бета-распада на нейтрон, позитрон и нейтрино. В то же время это излучение Унру имеет свойства, не вполне совпадающие с обычным тепловым, например, ускоряемая квантовомеханическая система-детектор не обязательно ведёт себя так же, как находящаяся в тепловой бане.